# Д-236Т
Д-236Т — гвинто-вентиляторний двигун Д-236 розроблений ЗМКБ «Прогрес» на базі Д-36 для перевірки ряду конструктивних рішень, які знайшли продовження в подальших проектах ЗМКБ «Прогрес».

## Історія створення
Роботи зі створення силової установки нового покоління для середнього транспортного літака Ан-70 були розпочаті в 80-х роках. ЗМКБ «Прогрес» та НПП «Аерос» для відпрацювання концепції рухової установки розробили на базі газогенератора двигуна Д-36 турбовентиляторний двигун Д-236Т з співвісним гвинтовентилятором СВ-36. Рухова установка Д-236Т/СВ-36 пройшла комплекс наземних стендових і льотних випробувань на летючій лабораторії за участю галузевих інститутів ЦАГІ, ЦІАМ і ВІАМ, де були відпрацьовані основні напрямки концепції рухової установки.
Турбогвинтовентиляторні тривальний двигун Д-236 розроблявся як демонстратор технологій на Запорізькому ЗМКБ «Прогрес». Основою для двигуна послужив турбовентиляторний двигун Д-36. Розробка двигуна була розпочата в 1979 році. На двигун встановлений пропелер СВ-36. Початкові випробування двигуна проходили на літаку Іл-76. З 1987 року до випробувань підключилося ОКБ ім. Яковлєва. Д-236 був встановлений на спеціалізовану версію літака Як-42Е-ЛЛ замість одного з двигунів Д-36. Перший політ літака з такою руховою установкою відбувся в березні 1991 року.
В АНТК «Антонов», ЦАГІ і ЦІАМ були вироблені спільні попередні технічні вимоги до двигуна і гвинтовентиляторних середніх транспортних літаків Ан-70 і Ан-70Т.